# Uczta bogów

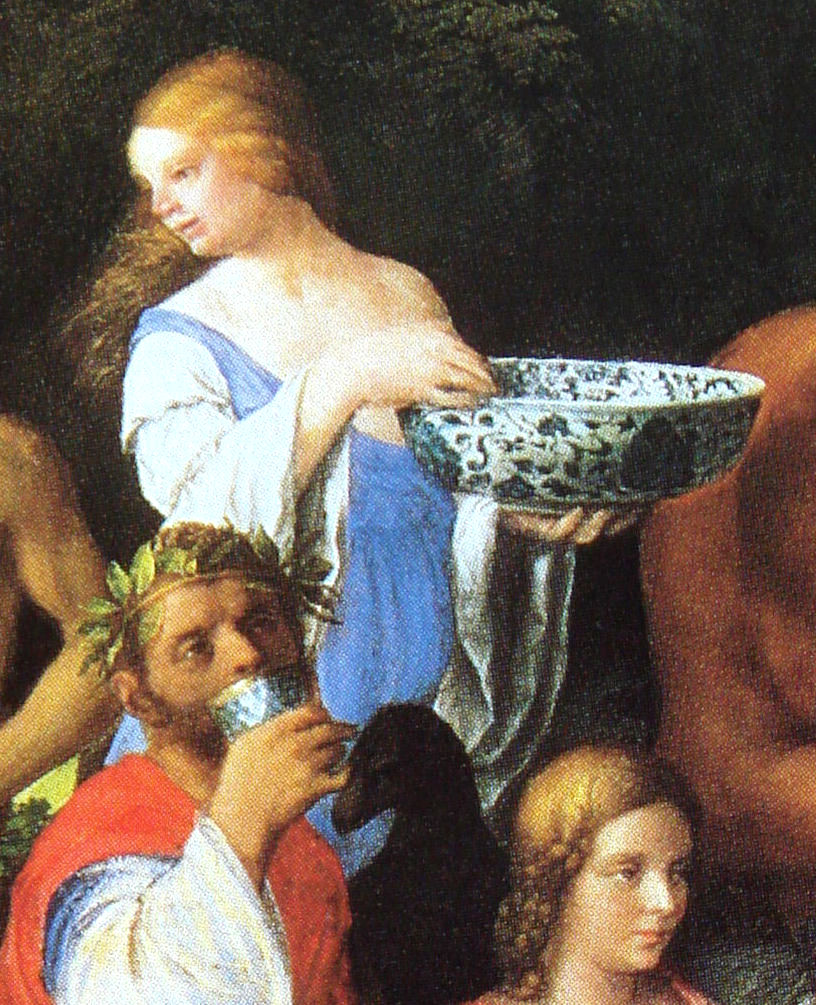
Przykład chińskiej porcelany w malarstwie europejskim (fragment)

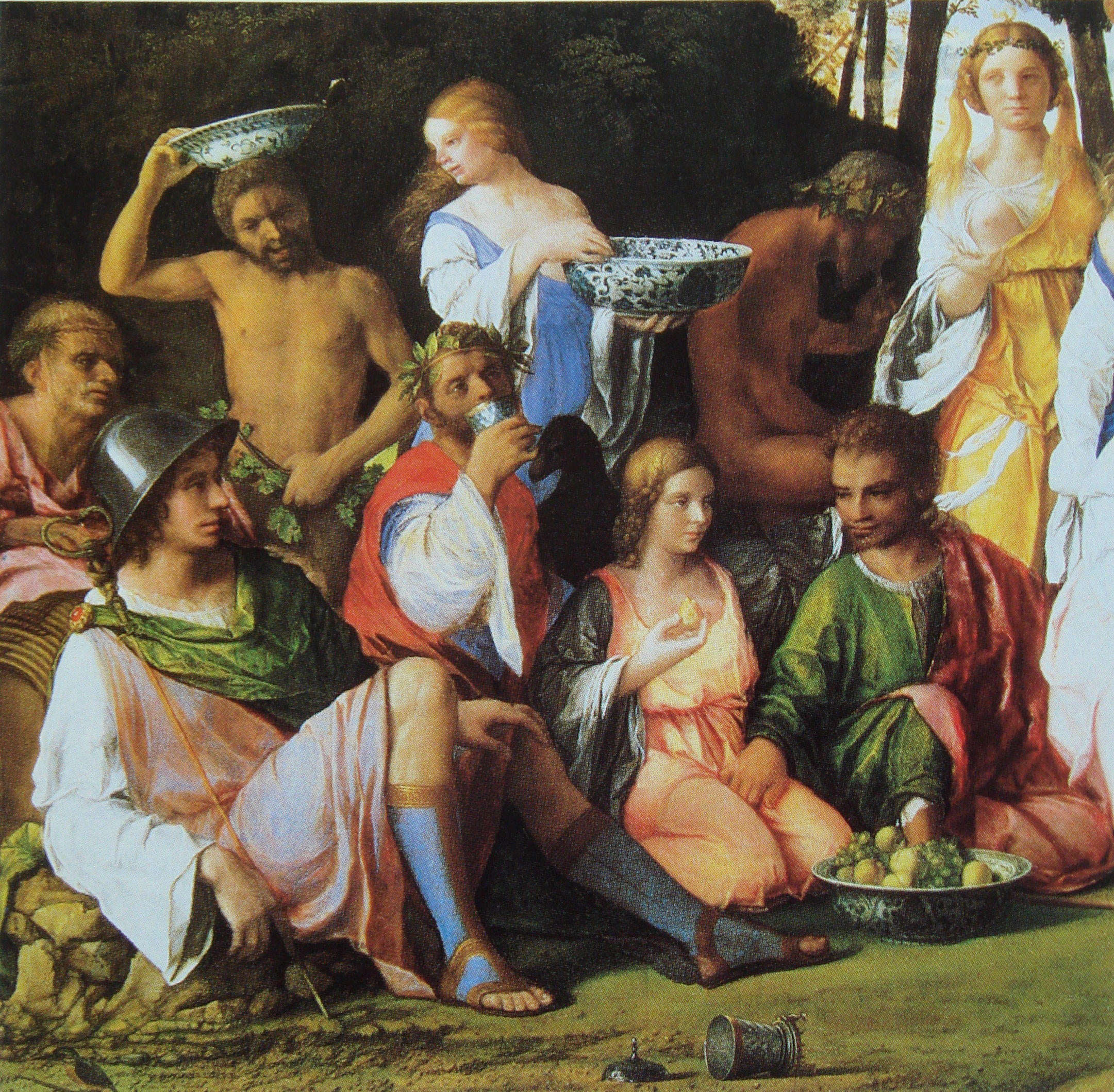
fragment

Uczta bogów (wł. Festino degli dei) – ostatni obraz włoskiego malarza Giovanniego Belliniego.

## Historia obrazu
Obraz został namalowany dla Izabelli d’Este i według historyków sztuki został zapoczątkowany już w 1509 roku. Pierwotnie dzieło znajdowało się w gabinecie Alfonsa d’Este. Później płótno trafiło do kolekcji Camucci w Rzymie, następnie znalazło się w zbiorach księcia Nothumberland w Anglii i w kolekcji Wiedenera.

## Opis obrazu
Obraz nie został dokończony przez malarza. Przedstawia scenę mitologiczną z elementami epoki czasu mu współczesnego. Wśród postaci bóstw, centaurów i satyrów, przedstawia postacie, namalowane na „zamówienie” przez zleceniodawców. Temat obrazu został zaczerpnięty z Owidiusza i przedstawia święto Fasti. Owidiusz opisuje bankiet zorganizowany przez boga wina i incydent związany z bogiem męskości. Po prawej stronie widoczna jest nimfa Lotis, która wyniku nadmiaru wina zasnęła. Priapus, kierowany żądzą, chce skorzystać z okazji i próbuje podnieść jej spódnicę. Jego podchody zostają przerwane głośnym rykiem osła, który budzi nimfę, a ta odpycha zalotnika wzbudzając tym samym śmiech pozostałych ucztujących. Priapus z urażoną dumą mści się żądając corocznej ofiary z osła. Z lewej strony obok stojącego tyłem satyra stoi Sylen. U boku ma zaczepioną beczkę wina czym wyraża swoje przywiązanie do boga wina Bachusa. Sam bóg przedstawiony jest jako dziecko klękające przed beczką i nalewające sobie wino do kryształowego dzbana.
Na płótnie od lewej strony przedstawieni są: Sylen (bóg lasu), Bachus (w postaci dziecka z liściem laurowym na głowie), Silvanus (stary bóg lasu z wieńcem z igieł sosnowych), Merkury (posłaniec bogów), Jupiter, Persefona (z owocami pigwy symbolizującymi w starożytności małżeństwo), Pan, Neptun, Ceres (z wieńcem pszenicy), Apollo (pijący wino z czary, bóg słońca i sztuk). Ostatnimi postaciami są Priapus i Lotis.
Płótno jest sygnowane i datowane: Joannes Bellinus venetus MDXIV. Po przeprowadzonych badaniach radiograficznych przez Walkera, stwierdzono iż obraz składa się z trzech warstw malarskich: pierwsza oryginalna warstwa nałożona przez Belliniego, druga przez Dossa Dossiego i trzecia przez Tycjana. Historyk sztuki Pallucchini w 1959 roku stwierdził iż Tycjan wprowadził szereg zmian włącznie z postaciami zachowując jednak koncepcje Belliniego widoczną w wyrazistym stylu rysunku i mieniące się barwy przypominające styl Dürera.
Dzieło zamyka okres weneckiego renesansu koncentrując wszystkie znamiona stylu cinquecenta rozwijanego później przez związanych z Bellinim dwóch mistrzów malarstwa: Tycjana i Giorgiona.